# Lázaro Martínez (triplista)
Lázaro Martínez Santray (Guantánamo, 3 novembre 1997) è un triplista cubano, due volte campione mondiale under 20 della specialità (2014 e 2016) e una volta campione mondiale under 18 (2013).
Ha rappresentato Cuba ai Giochi olimpici estivi di Rio de Janeiro 2016, concludendo all'ottavo posto nella finale del salto triplo.

## Palmarès
| Anno | Manifestazione      | Sede           | Evento       | Risultato | Prestazione | Note                                                  |
| ---- | ------------------- | -------------- | ------------ | --------- | ----------- | ----------------------------------------------------- |
| 2013 | Mondiali U18        | Donec'k        | Salto triplo | Oro       | 16,63 m     | Record dei campionati                                 |
| 2013 | Panamericani U20    | Medellín       | Salto triplo | Oro       | 16,49 m     |                                                       |
| 2014 | Mondiali U20        | Eugene         | Salto triplo | Oro       | 17,13 m     | Record dei campionati · Miglior prestazione personale |
| 2014 | Giochi CAC          | Xalapa         | Salto triplo | Argento   | 16,91 m     |                                                       |
| 2016 | Mondiali U20        | Bydgoszcz      | Salto triplo | Oro       | 17,06 m     |                                                       |
| 2016 | Giochi olimpici     | Rio de Janeiro | Salto triplo | 8º        | 16,68 m     |                                                       |
| 2017 | Mondiali            | Londra         | Salto triplo | 12º       | 16,25 m     |                                                       |
| 2022 | Mondiali indoor     | Belgrado       | Salto triplo | Oro       | 17,64 m     | Miglior prestazione mondiale stagionale               |
| 2022 | Mondiali            | Eugene         | Salto triplo | Finale    | nm          |                                                       |
| 2023 | Giochi CAC          | San Salvador   | Salto triplo | Oro       | 17,51 m     | Miglior prestazione personale                         |
| 2023 | Mondiali            | Budapest       | Salto triplo | Argento   | 17,41 m     |                                                       |
| 2023 | Giochi panamericani | Santiago       | Salto triplo | Oro       | 17,19 m     |                                                       |
| 2024 | Mondiali indoor     | Glasgow        | Salto triplo | 8º        | 16,69 m     |                                                       |
| 2024 | Giochi olimpici     | Parigi         | Salto triplo | 8º        | 17,34 m     | Miglior prestazione personale stagionale              |
| 2025 | Mondiali indoor     | Nanchino       | Salto triplo | 13º       | 14,04 m     |                                                       |